# Il caso "Venere privata"
Il caso "Venere privata" è un film del 1970 diretto da Yves Boisset, tratto dal romanzo Venere privata di Giorgio Scerbanenco.

## Trama
Milano. Duca Lamberti, un medico radiato dall'ordine per avere praticato l'eutanasia su una donna in stato terminale, viene chiamato a curare il giovane Davide Auseri, ricco milanese, caduto in depressione dopo una complicata storia d'amore con una ragazza. Il dottore in breve tempo scopre che Davide è sconvolto dalla morte di Alberta Radelli, una giovane donna con cui il ragazzo ha avuto una fugace avventura d'una mattinata.
Dopo averla abbordata, Davide aveva trascorso diverse ore con lei. Per Davide si era trattato di una semplice avventura, ma per Alberta l'incontro aveva invece rappresentato la fuga da una routine quotidiana fatta di miseria e umiliazioni. Malgrado Alberta l'avesse supplicato di non lasciarla, Davide l'aveva abbandonata senza porsi troppi problemi, nonostante la ragazza gli avesse confidato d'essere in pericolo e di non poter fare ritorno a Milano.
Quando la ragazza, il giorno dopo l'incontro, viene trovata morta in un campo, Davide crede alla possibilità del suicidio del quale si ritiene responsabile e, distrutto dai rimorsi, si rifugia nell'alcol, tentando anch'egli di uccidersi.
Lamberti, scoperto che Davide conservava, inconsapevole, un rullino Minox contenente foto di nudo della ragazza, crede che vi sia altro dietro e decide di coinvolgere Davide in un'indagine per scoprire la verità sulla sorte della ragazza. Motivato dalla volontà di chiarire l'accaduto, Davide sembra migliorare la sua condizione psichica. Ben presto il ragazzo e Lamberti scoprono che la giovane aveva posato nuda per un misterioso fotografo in cambio d'un lauto compenso. Alberta, però, prima di lasciare lo studio fotografico, aveva rubato il rullino con gli scatti compromettenti.
Con l'aiuto di Livia, un'amica di Alberta, che si offre come modella a un uomo che corrisponde alla descrizione del fotografo, Duca e Davide riescono a rintracciare lo studio fotografico.
Quando i due irrompono nello studio, Livia appare legata e impotente nelle mani dell'uomo, che ha capito il tranello e che si rivela essere l'assassino di Alberta, un sadico criminale senza alcuno scrupolo.
Il fotografo fugge, inseguito da Davide, cerca di buttarlo fuori strada, ma è lui ad avere un incidente tanto grave con l'auto da  rimanerne ucciso.

## Produzione
La villa dove avviene l'incontro tra Duca Lamberti e Davide è Villa Magni-Rizzoli a Canzo (in provincia di Como), all'epoca residenza dell'editore Angelo Rizzoli.
Apparizione della futura e popolare conduttrice televisiva Raffaella Carrà nel ruolo della modella uccisa.